# Billy Tan
Billy Tan Mung Khoy, conegut comunament com a Billy Tan, és un dibuixant de còmics de Malàisia.

## Biografia
Billy Tan va créixer a Malàisia i es va traslladar als Estats Units quan tenia 18 anys per estudiar negocis a la Universitat de Kentucky.

### Carrera
Va començar a treballar com a dibuixant per a Image Comics als anys 90 i per a Top Cow el 1995. En els seus primers temps, el seu estil de dibuix va ser influenciat per Jim Lee, Mark Silvestri i Whilce Portacio.
Billy Tan es va convertir en l'artista habitual de la sèrie de Marvel Comics, Uncanny X-Men el 2006. El 2008, va ser convidat a dibuixar els números 41 i 43-44 de New Avengers, que estan relacionats amb la història de Secret Invasion, abans de ser proposat per substituir a Leinil Francis Yu com a nou artista habitual del títol, formant equip amb l'escriptor Brian Michael Bendis i l'entintador Matt Banning. Bendis, que continuava des de l'inici de la sèrie va explicar que el treball de Tan al nº 41 va decidir la seva continuïtat com a dibuixant regular.
El 2013, Tan pren el títol principal de Green Lantern com a dibuixant a partir del nº 21. Treballa en col·laboració amb l'escriptor Robert Venditti que va substituir Geoff Johns com a guionista de la sèrie. Va treballar en la sèrie durant tres anys i després es va traslladar a Xangai.
El 2016, va cofundar l'editorial Tan Comics amb Rainy Xiao, amb seu a Xangai. Crea còmics per al mercat digital xinès. Les seves noves sèries, Generation Wu i Hero & Shero inclouen superherois basats en llegendes asiàtiques i arts marcials. El seu estil artístic està evolucionant. Les línies són més refinades i s'apropen a l'estil del manga.
Continua treballant per a Marvel Comics, principalment en portades. El 2021 va formar equip amb Larry Hama per una història publicada a X-Men Legends nº 7.

### Vida privada
És pare de dos fills, un noi i una nena.

## Publicacions

### Image Comics
- 1994 - 1995 : Codename: Stryke Force nº 9-13
- 1995: Cyberforce/Stryke Force: Opposing Forces nº 1-2
- 1995: Ripclaw nº 3
- 1996: 21 nº 1-2; nº 3 (amb Marc Silvestri)
- 1997 - 1998: Tales of the Witchblade nº 2-4, 6
- 1998: Spirit of the Tao nº 2
- 2000 - 2001: Tomb Raider nº 7, 11-12
- 2001: Tomb Raider/Darkness Special, one-shot
- 2002: Witchblade: Obakemono, one-shot
- 2004: Tomb Raider: Arabian Nights, one-shot
- 2005: Darkness/Tomb Raider Special, one-shot
- 2006: Witchblade nº 36 (1999), nº 100 (1 pàgina, amb altres artistes)

### Marvel Comics
- 1996: Star Trek/X-Men, one-shot (amb altres artistes)
- 2005: Marvel Knights Spider-Man nº 13-18
- 2005: X-23, minisèrie nº 1-6
- 2006-2008: Uncanny X-Men nº 469-471, 475-476, 478-479, 481-482, 484-486, 492-494
- 2008: X-Men: Legacy nº 209
- 2008 - 2009: New Avengers nº 41, 43-44, 46-54
- 2009: Dark Reign: The List: Daredevil, one-shot
- 2010: New Avengers Finale (2 pàgines amb altres artistes)
- 2010: Shadowland, minisèrie, nº 1-5
- 2010: Thor nº 604-609
- 2011: Ultimate Comics Fallout nº 5
- 2011: Uncanny X-Force nº 8-10
- 2012: Ultimate Comics: The Ultimates nº 13
- 2012: A+X nº 3
- 2012: Wolverine nº 303 (amb altres artistes)
- 2021: X-Men Legends nº 7

### Image/Marvel
- 1997: Elektra/Cyblade, one-shot

### DC Comics
- 2013 - 2016: Green Lantern nº 21-46
- 2017: New Superman nº 7-8,11-14

### Tan Comics
- 2019: Generation Wu
- Hero & Shero